# Miquel Despuig i Vacarte
Miquel Despuig i Vacarte també conegut com Miquel Puig (Tortosa, ? — Lleida, 1559) fou un religiós i doctor en dret que esdevingué inquisidor de Catalunya i durant la seva vida tingué els títols d'abat de Santa Maria de Serrateix (1535-1545), Bisbe d'Elna (1542-52), President de la Generalitat de Catalunya (1542-1545), bisbe d'Urgell i copríncep d'Andorra (1552-1556) i finalment Bisbe de Lleida (1556-59).
L'any 1542 esdevé bisbe d'Elna. En aquest càrrec assistí al concili de Trento i s'oposà a la seva suspensió. Va ser amic del futur cardenal Granvelle, amb el qual va mantenir correspondència.
Va ser nomenat president de la Generalitat el 22 de juliol de 1542 i com a tal, assistí a la fase final de les Corts de Montsó (1542). Amb anterioritat havia estat canonge de Barcelona i inquisidor de Catalunya. Va ser un dels onze teòlegs que varen assistir al Concili de Trento. Va promulgar unes constitucions de reforma de la vida eclesiàstica.
A iniciativa del rei Carles I, però finançada principalment per la Generalitat, es construeix una carretera que uneix Barcelona amb Lleida passant per Verdú, l'Ametlla de Segarra, Santa Coloma de Queralt i Igualada. Amb aquesta iniciativa el rei volia compensar la seva negativa a acceptar el projecte del canal d'Urgell durant les corts de Montsó (1542).
Les constants amenaces a la frontera francesa i dels turcs a la costa catalana, fan revifar la idea del sometents desapareguts des del conflicte dels remences.
Durant el seu mandat com a president de la Generalitat es va finançar la construcció d'una carretera entre Barcelona i l'Urgell, que posa de manifest el caràcter estratègic de les collites de cereals lleidatanes. Les constants amenaces a la seguretat del Principat van portar els diputats a organitzar un consell de guerra que promovia la creació de sometents, una figura desapareguda des de les lluites remences.
L'any 1552 esdevé bisbe d'Urgell, en aquesta etapa al capdavant del bisbat d'Urgell va residir sovint a Barcelona.
Posteriorment, el 1556, esdevé Bisbe de Lleida i dins l'esperit de Trento, fundà el Col·legi de la Concepció, a la Roqueta, amb rendes pròpies, per a la formació de preveres. El 1557 convocà un sínode a la ciutat. Projectà un pla de reforma per a l'estudi general de Lleida, que portà a terme el seu successor Antoni Agustí. Feu publicar a Barcelona (1556) el Stylus capibreviandi de Francesc Solsona.